# Kulo (Vavaʻu)
Kulo ist eine kleine unbewohnte Insel in der tonganischen Inselgruppe Vavaʻu.

## Geographie
Kulo liegt zusammen mit Alinonga und dem Felsen Tangatasito in einer eigenen kleinen Bucht, die von Nuapapu, Vakaʻeitu, Langitau und Lape gebildet wird. Die Insel liegt hinter einer Öffnung der Riffkrone im Westen zwischen Nuapapu und Vakaʻeitu.

## Klima
Das Klima ist tropisch heiß, wird jedoch von ständig wehenden Winden gemäßigt. Ebenso wie die anderen Inseln der Vavaʻu-Gruppe wird Kulo gelegentlich von Zyklonen heimgesucht.